# Landschaftsschutzgebiet Westermarsch
Das Landschaftsschutzgebiet Westermarsch ist ein Landschaftsschutzgebiet im Landkreis Aurich des Bundeslandes Niedersachsen. Es trägt die Nummer LSG AUR 00031 und liegt vollständig auf dem Gebiet der Stadt Norden in Ostfriesland. Das ältere Landschaftsschutzgebiet Neuwesteel, welches die Nummer LSG AUR 00020 trägt, ist Teil des Landschaftsschutzgebietes. ist der Landkreis Aurich zuständig. Das Landschaftsschutzgebiet dient dem Schutz des EU-Vogelschutzgebietes V03 Westermarsch.

## Beschreibung des Gebiets
Das am 18. Dezember 2012 ausgewiesene Landschaftsschutzgebiet umfasst eine Fläche von 28,92 Quadratkilometern im Naturraum Emsmarschen. Es liegt in unmittelbarer Nähe zum Hauptdeich zwischen Greetsiel und Norddeich und grenzt seeseitig an den Nationalpark Niedersächsisches Wattenmeer. Das Landschaftsschutzgebiet besteht überwiegend aus entwässerter Marsch, die hauptsächlich als Ackerland, zum Teil auch als Grünland genutzt wird. Charakteristisch sind die geringe Siedlungsdichte und die weithin offene Struktur ohne größere Gehölzbestände. Das Gebiet wird durch Sieltiefs und breite sowie schmale Gräben, einzelne Wasserflächen wie ehemalige Kleientnahmestellen und Kolke, Röhrichte sowie Schlafdeiche und den Hauptdeich gegliedert.
Auffälliges Strukturmerkmal ist das Schöpfwerk mit der künstlich angelegte Wasserfläche des Speicherbeckens Norder Tief mit einer bewaldeten Insel, das den Kern des älteren Landschaftsschutzgebietes Neuwesteel bildet.

## Flora und Fauna
Für nordische Gänse, Enten und Limikolen ist das Gebiet ein herausragendes Rast- und Überwinterungsgebiet. Nach Ansicht des Niedersächsischen Landesbetrieb für Wasserwirtschaft, Küsten- und Naturschutz (NLWKN) sind die hohen Bestände von Weißwangen-, Bläss-, Ringel- und Graugans, die in der Leybucht ihre Schlafplätze haben und das Gebiet als Nahrungsraum nutzen, hervorzuheben. Zu den weiteren im Gebiet vorkommenden Vogelarten gehören Sturm- und Lachmöwen aufgesucht.
Für die für Limikolen des angrenzenden Wattenmeeres wie etwa Alpenstrandläufer, Großer Brachvogel, Goldregenpfeifer und Austernfischer hat das Landschaftsschutzgebiet eine große Bedeutung als Hochwasserrastplatz und Nahrungsquelle. Charakteristische Brutvögel sind Blaukehlchen, Schilfrohrsänger und Wiesenweihe. Diese Arten haben in der Westermarsch ein Schwerpunktvorkommen in Niedersachsen.

## Schutzzweck
Allgemeiner Schutzzweck ist die „Erhaltung und Entwicklung des Gebietes als Lebensstätte schutzbedürftiger Tier- und Pflanzenarten und deren Lebensgemeinschaften sowie als naturgeprägte Kulturlandschaft von besonderer Eigenart, Vielfalt und Schönheit“.